# Hedy d'Ancona
Hedwig (Hedy) d'Ancona, née le 1er octobre 1937 à La Haye, est une femme politique néerlandaise.
Membre du Parti travailliste, elle siège à la Première Chambre des États généraux de 1974 à 1981 et de 1982 à 1983 ainsi qu'au Parlement européen de 1984 à 1989 et de 1994 à 1999. 
Elle est secrétaire d'État aux Affaires sociales et au Travail de 1981 à 1982 au sein du Cabinet Van Agt II et ministre de la Santé, du Bien-être et du Sport de 1989 à 1994 au sein du Cabinet Lubbers III.

## Distinctions
- Chevalier de l'ordre du Lion néerlandais